# Escoutay
Der Escoutay ist ein Fluss in Frankreich, der im Département Ardèche in der Region Auvergne-Rhône-Alpes verläuft. Er entspringt am Plateau de Vivarais, im Gemeindegebiet von Saint-Jean-le-Centenier, entwässert generell Richtung Südost und mündet nach rund 23 Kilometern am nördlichen Ortsrand von Viviers als rechter Nebenfluss in die Rhône.

## Orte am Fluss
- Saint-Jean-le-Centenier
- Alba-la-Romaine
- Saint-Thomé
- Viviers

## Hydrologie
Aufgrund der geringen Wasserführung ist der Escoutay besonders im Unterlauf in der warmen Jahreszeit meist im Geröll verborgen und an der Oberfläche kaum zu sehen.

## Sehenswürdigkeiten
Alte Römerbrücke über den Fluss oberhalb von Viviers – Monument historique